# 林绍箕
林绍箕（？—？）福建闽县（今福州）人，清末商人。

## 生平
林绍箕是福建闽县人。后来在福州经营商业，是福州总商会成员。宣统年间，担任资政院议员。